# 卡罗利妮·霍伊姆
卡罗利妮·霍伊姆（1989年3月9日—），愛沙尼亞女子羽毛球運動員。

## 簡歷
卡罗利妮·霍伊姆9歲時開始在居所附近的羽毛球館打球，至10歲時（1999年）開始參加比賽。
2015年3月，卡罗利妮·霍伊姆出戰葡萄牙國際賽，與芬蘭選手马尔科·皮科宁合作奪得混合雙打亞軍；年內，二人又打進挪威國際賽和芬蘭國際賽準決賽。

## 主要比賽成績
只列出曾進入準決賽的國際賽事成績：
| 年份   | 賽事               | 公開賽級別 | 項目     | 拍檔          | 成績   |
| ------ | ------------------ | ---------- | -------- | ------------- | ------ |
| 2010年 | 芬蘭羽毛球公開賽   | 國際挑戰賽 | 混合雙打 | 马尔科·皮科宁 | 準決賽 |
| 2011年 | 捷克羽毛球國際賽   | 國際挑戰賽 | 女子單打 | －            | 準決賽 |
| 2015年 | 葡萄牙羽毛球國際賽 | 國際系列賽 | 女子單打 | －            | 準決賽 |
| 2015年 | 葡萄牙羽毛球國際賽 | 國際系列賽 | 混合雙打 | 马尔科·皮科宁 | 亞軍   |
| 2015年 | 挪威羽毛球國際賽   | 國際系列賽 | 混合雙打 | 马尔科·皮科宁 | 準決賽 |
| 2015年 | 芬蘭羽毛球國際賽   | 國際系列賽 | 混合雙打 | 马尔科·皮科宁 | 準決賽 |

| 2007-2017年 | 首要超級賽 | 超級賽 | 黃金大獎賽 | 大獎賽 | 國際挑戰賽 | 國際系列賽 | 未來系列賽 | 其他 |

| 2018-2026年 | 總決賽 | 超級1000賽 | 超級750賽 | 超級500賽 | 超級300賽 | 超級100賽 | 國際挑戰賽 | 國際系列賽 | 未來系列賽 | 其他 |